# Стрельцов, Владимир Викторович
Влади́мир Ви́кторович Стрельцо́в (1919—1981) — советский геометр, ученик Александрова.

## Биография
В 1941 г. окончил механико-математический факультет МГУ.
С 1941—1945 гг. — участник Великой Отечественной войны.
С 1945—1948 гг. — аспирант Ленинградского государственного университета.
В 1951 г. — защита кандидатской диссертации.
С 1956—1961 гг. заведовал кафедрой высшей геометрии Казахского государственного университета.

## Внешние ссылки
- Владимир Викторович Стрельцов
- История кафедры геометрии, алгебры и математической логики